# أنيتا داريان
أنيتا داريان (بالإنجليزية: Anita Darian)‏ هي مغنية ومغنية أوبرا أمريكية، ولدت في 26 أبريل 1927 في ديترويت في الولايات المتحدة، وتوفيت في 1 فبراير 2015.

## وصلات خارجية
- أنيتا داريان على موقع IMDb (الإنجليزية)
- أنيتا داريان على موقع ميوزك برينز (الإنجليزية)
- أنيتا داريان على موقع أول ميوزيك (الإنجليزية)
- أنيتا داريان على موقع ديسكوغز (الإنجليزية)